# Tây Hạp
Tây Hạp (chữ Hán giản thể: 西峡县, Hán Việt: Tây Hạp huyện) là một huyện thuộc địa cấp thị Nam Dương, tỉnh Hà Nam, Cộng hòa Nhân dân Trung Hoa. Huyện này có diện tích 3452 km2, dân số 420.000 người. Mã số bưu chính 474550, mã hiệu 411323, mã vùng điện thoại 0377.
Huyện Tây Hạp được chia ra thành các đơn vị hành chính gồm 3 nhai đạo, 8 trấn, 10 hương. Các đơn vị này lại được chia thành 297 thôn hành chính.
- Nhai đạo: Bạch Vũ, Sài Kim, Liên Hoa.
- Trấn: Đan Thủy, Tây Bình, Song Long, Hồi Xa, Đinh Hà, Tang Bình, Mễ Bình.
- Hương: Điền Quan, Dương Thành, Ngũ Lý Kiều, Trọng Dương, Trại Cân, Thạch Giới Hà, Quân Mã Hà, Nhị Lang Bình, Thái Bình Trấn.